# 曼丹 (北达科他州)
曼丹（英語：Mandan），是美国北达科他州下属的一座城市。根据2010年美国人口普查，该市有人口18,331人。2011年估计该市有人口18,507人，相对于2010年，增长率为0.96%。